# روبرتو کورتس (بازیکن فوتبال شیلی)
روبرتو کورتس (اسپانیایی: Roberto Cortés‎; ۲ فوریهٔ ۱۹۰۲ – ۳۰ اوت ۱۹۷۵) یک بازیکن فوتبال اهل شیلی بود.

## تیم ملی
وی همچنین در تیم ملی فوتبال شیلی بازی کرده‌است.